# 르 코르뷔지에
샤를에두아르 잔레그리(프랑스어: Charles-Édouard Jeanneret-Gris) 또는 르 코르뷔지에(Le Corbusier, 1887년 10월 6일~1965년 8월 27일)는 스위스 태생의 프랑스 건축가이자 작가이며 현대 건축에 큰 공헌을 했다. 그는 30대에 프랑스 시민권을 얻었다.
그는 현대 디자인의 이론적 연구의 선구자이며 밀집 도시의 거주자들의 생활환경을 개선하는 데에 노력하였다. 그는 50여 년 동안 활동하면서 중앙유럽, 인도, 러시아에 자신의 건물들을 만들었으며, 아메리카에도 하나씩 건축물을 만들었다. 그는 또한 도시 계획가이며, 화가, 조각가, 그리고 가구 디자이너였다. ~.~

## 생애

### 생애 초기와 교육, 1887-1913
르 코르뷔지에는 스위스 서북부에 있는 뇌샤텔주의 프랑스 국경에서 500 km 떨어진 쥐라 산맥에 위치한 라쇼드퐁에서 태어났다. 그는 프뢰벨 교육법을 채택한 유치원에 다녔다.
르 코르뷔지에는 시각 예술에 매료되어 라쇼드퐁 미술학교에서 부다페스트와 파리에서 공부한 샤를 레플라트니에(Charles L'Eplattenier) 밑에서 공부하였다. 이 미술학교의 건축 교사는 건축가 르네 샤팔라(René Chapallaz)로, 르 코르뷔지에의 초기 주택들에 상당한 영향을 미쳤다.
그는 젊었을 때에 고향의 다소 지방적이었던 분위기에서 벗어나 자주 유럽 곳곳을 여행했다. 1907년경 그는 파리로 가서 프랑스의 철근 콘크리트의 선구자인 오귀스트 페레의 사무실에서 일했다. 1910년 10월과 1911년 3월 사이에는 베를린 근교에 있는 건축가 페터 베렌스의 사무실에서 독일의 건축가 루트비히 미스 판 데어 로에와 발터 그로피우스를 만났으며, 그들과 일하면서 독일어를 익혔다. 프랑스와 독일에서의 경험은 나중에 그가 건축 실무를 함에 있어 큰 영향을 미쳤다.
1911년, 그는 발칸 반도를 여행하면서 그리스와 터키를 방문하여 자신이 본 많은 것들을 그림으로 남겼는데, 이 중에는 후에 그가 자신의 저서 《건축을 향하여》(1923)에서 그 형태를 칭송한 파르테논 신전을 그린 많은 스케치들도 포함되어 있다.

### 초기 경력: 주택들, 1914-1930
르 코르뷔지에는 제1차 세계 대전 동안에 모교인 라쇼드퐁 미술학교에서 강의했는데, 전쟁이 끝날 때까지 파리에 돌아가지 못했다. 4년간 스위스에서 지내면서, 그는 현대적인 기술을 사용한 이론적인 건축 연구를 했다. 그 중에는 "돔-이노" 주택(1914-1915) 계획안도 포함되어 있다. 그는 이 모형을 통해 최소한의 숫자의 얇은 철근 콘크리트 기둥들이 모서리에서 지지하는, 평면의 한 쪽에서 각각의 층으로 진입할 수 있는 계단을 지닌 콘크리트 슬라브로 구성된 하나의 개방적인 평면을 제안한다.
이 설계안을 기초로 그는 이후 10년간 대부분의 건축 설계를 진행해 나간다. 곧 그는 사촌인 피에르 잔레(Pierre Jeanneret, 1896-1967)와 함께 건축 실무를 시작하였는데, 1940년까지 동업이 지속되었다.
1918년 르 코르뷔지에는 입체파 화가인 아메데 오장팡(Amédée Ozenfant)을 만나, 그의 작품에서 서로의 공통된 관심사를 알아보게 된다. 오장팡은 그에게 그림을 그리도록 격려하여, 그들 둘은 합동 작업을 시작한다. 그 둘은 비이성적이고 "낭만적"이라는 이유에서 입체주의를 버리면서 그들의 선언문인 《입체파 이후》(Après le Cubisme)를 출판하였고, 새로운 미술 운동인 순수주의(Purism)을 제창하였다. 오장팡과 잔레는 순수주의 잡지인 《레스프리 누보》(L'Esprit Nouveau)를 창간하였다. 그는 입체파 예술가인 페르낭 레제르와도 친분이 있었다.

### 필명을 갖다, 1920
1920년 샤를에두아르 잔레그리는 르 코르뷔지에(Le Corbusier)라는 이름으로 첫 기사를 작성하는데, 이 필명은 그의 외할아버지의 이름인 "르 코르베지에"(Lecorbésier)를 변형한 것으로, 누구나 자기 자신을 재발명할 수 있다는 그의 믿음을 반영한 것이다. 이 필명은 "까마귀 같은 자"로 해석된다는 건축사학자의 주장이 있다. 성명의 구분이 없는, 하나로만 된 이름을 갖는 것은 이 시기의 많은 영역의 예술가들 사이에서 (특히 파리에서) 유행이었다.
1918년에서 1922년 사이, 르 코르뷔지에는 아무 건물도 짓지 않고, 순수주의 이론과 회화에만 주의를 기울였다. 1922년, 르 코르뷔지에와 잔레는 파리의 세브르가 35번지(35 rue de Sèvres)에 작업실을 연다.
그의 이론적 연구는 다양한 단일 가구를 위한 주택 모형들로 발전했다. 그 중 시트로앙 주택(Maison Citrohan)은 프랑스의 자동차 회사 시트로엥의 말장난으로, 르 코르뷔지에가 주택을 만들 때에 사용하라고 주장한 현대 산업의 방식들과 재료들에 관한 것이다. 여기서 르 코르뷔지에는 두 층 높이를 지닌 거실과 2층에는 침실, 3층에는 부엌을 지닌 3층 구조를 제안했다. 지붕에는 햇빛을 쬘 수 있는 테라스가 있다. 건물의 외부에 르 코르뷔지에는 계단을 설치하여 대지에서 2층으로 접근할 수 있도록 하였다. 이 시기의 다른 설계안들처럼, 이 주택에서 그는 파사드(건물의 정면)에서 연속하게 늘어선 창문들이 넓은 공간 차지하도록 하였다. 이 건물은 직사각형 평면을 가지고 있는데, 외벽은 창문으로 채워지지 않고, 하얗게 색칠한 공간으로 되어 있다. 르 코르뷔지에와 잔레는 내부공간을 관 모양의 금속 틀로 만들어진 움직일수 있는 가구들로 미적으로 채웠다. 조명 설비들은 대부분 장식이 되지 않은 한 개의 전구를 사용했다. 내벽 역시 하얗게 만들었다. 1922년에서 1927년 사이, 르 코르뷔지에와 피에르 잔레는 파리의 건축주들을 위해 많은 개인 주택들을 설계하였다. 파리 근교의 불로뉴 비양쿠르와 파리 16구에 르 코르뷔지에와 피에르 잔레는 리프시츠 주택, 쿡 주택(윌리엄 에드워즈 쿡 참고), 플라넥스 주택, 그리고 현재 르 코르뷔지에 재단이 들어서 있는 라로슈/알베르 잔레 주택(Maison La Roche/Albert Jeannere)을 설계했다.
르 코르뷔지에는 1930년 프랑스 시민권을 갖게 되었다.

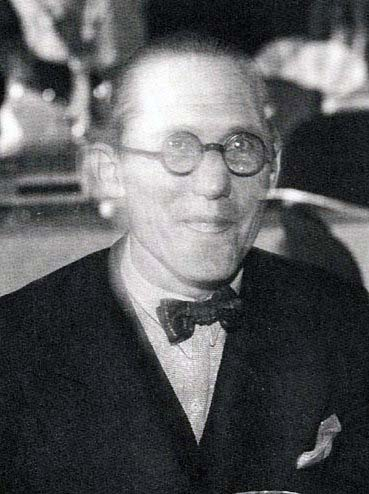
1933년, 르 코르뷔지에

### 도시계획에 관여
몇 년간 프랑스 당국은 파리에 빈민가의 해악이 늘어가는 것에 적절히 대처하지 못했고, 르 코르뷔지에는 도시 주택 위기에 대한 대응책으로 많은 사람들에게 주거를 제공할 효과적인 방책을 모색하고 있었다. 그는 자신의 새롭고 현대적인 건축 형태가 하층 계급 사람들의 삶의 질을 끌어 올리는 데에 새로운 구조적 해결책이 될 수 있을 것이라 보았다. 그의 Immeubles Villas(1922년)은 세포와 같은 공동 주택들이 모인 집합 건물을 제시한 기획으로, 이 평면은 거실, 침실, 부엌과 정원 테라스를 포함하고 있다.
몇 개의 주거 집합 건물을 설계한 뒤, 르 코르뷔지에는 전체 도시에 대한 연구로 방향을 돌렸다. 1922년 그는 300만명의 주민을 위한 "현대 도시"(Ville Contemporaine)의 계획안을 내놓는다. 이 계획안의 핵심은 십자 모양의 60층 고층 건물들의 집합체로, 각 건물은 거대한 유리의 커튼월로 둘러싸인 강철 뼈대 구조의 사무용 빌딩이다. 이 고층건물들은 직사각형 모양의 공원같은 넓은 녹지 안에 세워진다. 한가운데에는 거대한 교통 중심이 있어, 각각의 층에 철도 역과 버스터미널, 그리고 고속도로 교차로가 위치하며, 맨 위에는 공항이 위치한다. 그는 상업용의 여객기가 거대한 고층건물들 사이에 착륙할 수 있다는 비현실적인 생각을 가졌다. 르 코르뷔지에는 인도를 차도와 분리하여 교통수단으로서의 자동차의 사용을 찬미했다. 중앙의 고층건물들의 밖에는 더 낮은 층의 지그재그 모양의 집합주택들이 길에서 훨씬 뒤쪽의 녹지 중앙에 배치되어, 주민들이 살 수 있게 하였다. 르 코르뷔지에는 사회를 재구성하기 위해 미국식 공업 모델에서 채택한 테일러적이고 포드적인 전략을 가지고 프랑스의 정치에 관심이 있는 기업가들이 선구가 될 것을 희망하였다.
이론적인 도시 계획안은 계속하여 르 코르뷔지에를 사로잡았다. 1925년 그는 유명한 자동차 제조업체의 후원을 받아 자신의 부아쟁 계획(Plan Voisin)을 전시하였다. 이 계획에서 그는 센 강 북쪽 파리 중심부의 대부분을 밀어 버리고, 그 자리에 직각의 도로 격자와 공원같은 녹지 위에 자신의 "현대 도시"에서 가져온 십자형의 60층 고층건물들을 배치할 것을 주장했다. 프랑스의 정치인들과 기업인들은 르 코르뷔지에의 디자인에 깔려 있는 테일러적이고 포드적인 발상들에는 호의를 갖고 있었으나, 그의 계획안에는 비판과 경멸을 보일 뿐이었다. 그럼에도 불구하고 이 계획안은 도시의 대부분을 둘러싼 비좁고 불결한 환경에 어떻게 대처할 것인가 하는 담론을 불러 일으켰다.
1930년대에 르 코르뷔지에는 자신의 도시계획에 대한 발상의 범위를 넓히고, 재공식화하여 이들 발상을 1935년에 "빛나는 도시"(La Ville radieuse)라는 이름으로 출판한다. 주거는 이제 경제적 위치가 아니라, 가족의 규모에 따라 배정된다. 비시 프랑스 때 르 코르뷔지에는 도시계획위원회에 들어가 알제와 다른 도시들을 위해 설계했다.
제2차 세계 대전 이후, 르 코르뷔지에는 여러 위니테들을 프랑스 각지에 건설하여 작은 규모의 도시계획안을 실현시키려고 했다. 이들 중 가장 유명한 것은 마르세유의 위니테 다비타시옹이다. 1950년대에 그에게 자신의 "빛나는 도시"를 거대한 규모로 이식시킬 특별한 기회가 왔는데, 인도의 펀자브 주와 하리아나 주의 새로운 주도인 찬디가르의 건설이었다. 르 코르뷔지에는 앨버트 메이어의 계획안을 발전시키게 되었다.

### 사망
1965년 8월 27일 르 코르뷔지에는 의사의 지시를 무시하고 프랑스 로크브륀카프마르탱에서 지중해로 수영하러 들어갔다. 그의 시신은 수영하는 사람에게 발견되었고, 당일 오전 11시에 사망 선고를 받았다. 77세의 나이에 그는 심장 발작을 앓았던 것으로 추정된다. 그의 장례식은 1965년 9월 1일 루브르궁 안마당에서 치러졌다.
르 코르뷔지에의 사망은 문화와 정치에 큰 충격을 주었다. 전 세계적인 경의가 이어졌고, 화가 살바도르 달리와 같은 그의 예술계의 적들도 그의 중요성을 인정했다. 그리고 미국의 대통령 린든 존슨은 "그의 영향은 전 세계적이고 그의 작품들은 우리 역사상 매우 적은 예술가들만이 갖고 있는 영원한 특성들을 갖고 만들어졌다."고 말했다. 소련은"현대 건축은 가장 위대한 거장을 잃었다."라고 덧붙였다. 일본 TV채널은 추모식에 맞춰서, 도쿄에 있는 국립서양미술관을 방송하였는데 이는 당시로서는 매우 특이한 미디어에 의한 오마주였다.
남프랑스의 로크브륀카프마르탱의 그의 묘지에는 매년 관광객들이 찾는다.

## 발상

### 돔이노 (Dom-ino) 시스템
1차 세계대전 이후 폐허가 된 도시에 적은 자본으로 효율적으로 집을 짓기 위해 르 코르뷔지에가 1914년에 고안한 시스템이다. 자동차 뼈대구조에서 아이디어를 얻어 발명한 것으로 얇은 바닥판, 판을 지탱하는 기둥(철근과 콘크리트), 오르내릴 수 있는 계단을 집의 구조로 고안하여 간편하고도 실용적인 건축방식이다.

#### 건축적 개념
도미노 시스템은 얇은 바닥판(4m×4m×10cm의 콘크리트 슬래브)과 6개의 기둥(30cm×30cm) 그리고 한쪽은 고정되고 다른쪽 끝은 자유로운 들보(1m의 캔틸레버) 및 상하로 이동할 수 있는 계단으로 구성된다. 건물의 평면은 보통 3×3 베이의 평면 그리드(정사각형 격자로 구성) 내에서 움직이며, 한 개의 베이는 2.5m×2.5m의 크기로 구성된다. 콘크리트 기초 위에 바닥판이 얹혀 있고 각 층마다 계단으로 연결되어 있다.

#### 구조 방식
20세기 초 철근 콘크리트의 실용화 이후, 도미노 시스템은 기둥과 벽의 분리를 통해 새로운 가능성을 제기한다. 기둥과 벽의 분리는 열린 평면과 자유로운 입면을 가능하게 했으며, 이때의 평면은 3차원적인 입체성이 생겨난다. 이에 따라 구조, 외피, 간막이벽 등이 각각 다른 논리에 따라 존재하며, 서로에 대해 독립적일 수 있다.
도미노 시스템은 표준화된 구조시스템으로서 빠르고 경제적으로 설치할 수 있고 구조체가 구축되면 내부에 공간을 정리하는 계획만으로 주택군이 빠른 시간내에 축조 할 수 있다.

#### 도미노 주택
도미노 주택(Maison Dom-Ino)은 주택 양산을 위한 물리적 플랫폼으로서의 원형이었다.
'도미노'란 이름은 도미노 게임의 조각들을 합친 말장난(라틴어로 집을 의미하는 domus)으로 읽힐 수도 있다.
평면도가 도미노 게임과 비슷하고 유닛을 도미노처럼 직렬로 정렬하여 다른 패턴의 연립주택을 만들 수 있기 때문이다.
혹은, 르 코르뷔지에가 제품 디자인처럼 도미노를 형태나 조립 방식에서 하나의 설비로 보기를 원했던 것과 같이 생산을 위한 기계적 장치로 볼 수 있다.
도미노 주택은 1935년까지 르코르뷔지에가 작업한 대부분의 주택작업에 구조적 토대가 되었다.

#### 사례
- 시트로앙 주택(1922, 프랑스, 다쥬르): 집을 주택기계(자동차와 같은)와 같은 개념으로 대량생산 체계에 맞게 구성된 주택이다. 스팬은 5m×2.5m의 모듈로 기둥의 위치를 정했고, 평면의 가로 세로 비는 1:2이다.

- 페삭 주거(1925, 프랑스, 페삭): 시트로앙 주택의 유형으로 건설된 노동자를 위한 주거 단지로 40호가 지어졌다. 시트로앙 주택과 같이 5m×2.5m의 모듈과, 가로세로 비가 1:2인 평면이 사용되었다.

- 쿡 주택(1926, 프랑스, 당페르-로슈로): 새로운 건축의 다섯 가지 요소(열린 평면, 옥상정원, 자유로운 입면, 수평띠창, 필로티)가 적용되었다. 5m×2.5m의 모듈과 1m의 돌출된 들보가 쓰였고, 도미노 시스템과 내력벽 방식을 혼합해 썼다.

### 새로운 건축의 다섯 가지 요소
르 코르뷔지에는 빌라 사부아(Villa Savoye, 1929-1931)에서 그가 잡지 "레스프리 누보"와 그의 저서 "건축을 향하여"를 통해 설명한, 1920년대에 걸쳐 확립한 개념인 건축의 다섯 가지 요소를 분명하게 종합한다. 첫째로 르 코르뷔지에는 철근 콘크리트 기둥인 "필로티"(pilotis)로 무게를 지탱하며 건축 구조의 대부분을 땅에서 들어올렸다. 필로티는 주택을 위한 구조적 지지물로, 그가 다음의 두 가지 요소를 설명할 수 있도록 해준다. 그 두 요소는 건축가가 원하는 대로 설계할 수 있도록 구조 기능을 갖지 않는 벽체로 이뤄진 "자유로운 입면"(façade)과 벽 필요 없이 바닥 공간이 방들로 자유롭게 배열된 "열린 평면"이다. 빌라 사부아의 2층은 넓은 건물 주변을 자유롭게 볼 수 있는 길고 좁은 "띠 유리창"으로 그의 원칙에서 네 번째 요소이다. 다섯 번째 요소는 건물이 서기 전에 있던 녹지를 대체하는 옥상 위의 "옥상 정원"이다. 경사로는 지면 높이에서 3층의 옥상 테라스까지 연속해 있으며, 이 구조를 통해 건축적 산책로를 형성한다. 하얀 관 모양의 계단 난간은 르 코르뷔지에가 찬탄한 산업적인 "원양여객선"을 미적으로 연상시킨다. 반원형 통로를 가진 1층 주변의 차도는 1927년형 시트로엥 자동차의 정확한 회전 반지름에 꼭 맞아 떨어지는데, 이는 르 코르뷔지에의 현대 공업에 대한 오마주처럼 보인다.

### 모뒬로르(모뒬로) 체계
르 코르뷔지에는 자신의 모뒬로르(Modulor) 체계에서 건축적 비례의 척도로 황금비를 사용했다. 그는 이 체계가 비트루비우스, 레오나르도 다빈치의 "비트루비우스적 인간", 레온 바티스타 알베르티의 작업, 그 외에 인체의 비례를 건축의 외관과 기능을 개선하는 데에 이용한 사람들의 긴 전통의 연속이라고 보았다. 황금비 외에, 르 코르뷔지에는 인체 측정학, 피보나치 수와 두가지 단위를 시스템의 토대로 했다.
그는 레오나르도 다 빈치의 인체 비례의 황금비에 대한 제안을 극도로 받아들였다. 그는 인체 모형의 키를 배꼽에서 황금비를 따라 둘로 나누었으며, 나눈 구간들을 황금비에 따라 무릎과 목에서 다시 나누었다. 그리하여 그는 이러한 황금비율을 모뒬로르 체계에 활용하였다.
르 코르뷔지에가 1927년 가르슈에 설계한 빌라 슈타인(Villa Stein)은 모뒬로르 체계가 적용된 예이다. 이 주택의 직사각형 평면, 입면, 그리고 내부 구조의 비례는 거의 황금비의 사각형과 비슷하다. 그가 설계한 유니테 다비타시옹(United d'Habitation) 또한 모뒬로르 체계가 적용된 건물중 하나이다.
르 코르뷔지에는 조화와 비례의 체계를 그의 디자인 철학의 중심에 두었고, 우주의 수학적 질서에 대한 그의 믿음은 황금비와 피보나치 수열과 결합되었다. 그는 피보나치 수열에 대해 "[...] 눈에 보이면서 서로의 관계가 명료한 리듬들. 그리고 이 리듬들은 인간 활동의 근원이다. 리듬들은 인간 안에서 유기적인 불가항력에 의해 울려 퍼지며, 이 불가항력은 어린이, 노인, 야만인, 학자의 황금분할의 자취를 따라가는 것이다."라고 말하였다.

### 가구
르 코르뷔지에는 말했다.: "의자는 건축이고, 소파는 부르주아다."
르 코르뷔지에는 1928년 건축가인 샤를로트 페리앙(Charlotte Perriand)를 자신의 작업실로 초청한 이후, 가구 디자인의 실험을 시작했다. 그의 사촌인 피에르 잔레 또한 많은 디자인에 공동으로 참여했다. 페리앙을 초청하기 이전, 르 코르뷔지에는 자신의 설계안에 가구를 놓는 데에 토네트에서 생산한 간소한 제품들과 같은 기성품 가구에 의존했다. 토네트사는 1930년대부터 르 코르뷔지에의 디자인을 생산했다.
1928년 르 코르뷔지에와 페리앙은 1925년 르 코르뷔지에가 자신의 책인 《오늘날의 장식예술(L'Art Décoratif d'aujourd'hui)》에서 윤곽을 그린 가구를 실제로 디자인하기 시작했다. 이 책에서 그는 유형으로서의 요구, 유형으로서의 가구, 인간의 수족으로서의 사물 이렇게 세 가지 가구 유형을 정의했다. 그는 "그것은 우리의 팔다리의 연장이며 인간의 기능들에 적합한 것이다. 유형으로서의 요구, 유형으로서의 기능이며 그러므로 유형으로서의 사물이면서 유형으로서의 가구이다. 선택, 섬세함, 비례, 조화에 의해 명시된 영속하는 좋은 취향이다."라고 인간의 수족으로서의 사물을 정의했다.
협력 작업으로 처음으로 만들어진 것은 세 개의 크롬 도금한 관으로 된 강철 의자로, 그의 설계안인 파리의 라 로슈 주택(Maison la Roche)과 바르바라 앙리 교회(Barbara and Henry Church)의 별관을 위해 디자인된 것이다. 이 가구는 르 코르뷔지에의 1929년 살롱 도톤에 출품작인 "주택을 위한 설비"에까지 사용되었다.
르 코르뷔지에가 아직 살아 있을 때인 1964년, 밀라노의 카시나(Cassina S.p.A.)에서 그의 가구 디자인을 생산할 수 있는 전 세계 독점 계약권을 취득했다. 오늘날 많은 복제품들이 존재하나, 카시나는 르 코르뷔지에 재단이 인가한 유일한 생산자이다.

### 정치
르 코르뷔지에는 1930년대에 프랑스 정치의 우파에 참여했다. 그는 조르주 발루아와 위베르 라가르델과 동조하여 생디칼리즘 잡지인 프렐뤼드의 편집에도 잠시 참여하였다. 1934년, 그는 베니토 무솔리니의 초대로 로마에서 건축을 강의했다. 그는 비시 정권의 도시계획 관련 공직을 알아보고 도시계획 연구 위원회에 임명되었으나, 알제와 다른 도시들의 재설계에 대한 그의 계획안은 거부당하였다. 이후 르 코르뷔지에는 정치에서 손을 떼었다.
라가르델과 발루아의 정책은 파시즘과 반유대주의, 초국가주의를 포함하고 있었으나, 르 코르뷔지에가 이 운동에 참여하게 된 계기는 정확하지 않다. "빛나는 도시"에서 그는 경제행정의 관료정치가 정부를 대체하는 비정치적인 사회를 구상했다.
르 코르뷔지에는 19세기 프랑스의 공상적 사회주의자인 생시몽과 샤를 푸리에의 영향을 크게 받았다.

## 전시
- 2016 세계문화유산 등재기념 특별 전시

## 주요 작품
- 1905년 팔레 주택
- 1912년 잔레-페레 주택
- 1916년 슈보브 주택
- 1923년 라로슈-잔레 주택
- 1924년 에스프리 누보관
- 1925년 잔레 주택
- 1926년 쿡 주택
- 1927년 슈타인 주택 (파리 가르슈)
- 1927년 바이센호프 주택
- 1928년 사보아 주택
- 1929년 구세군 회관
- 1930년 스위스 학생회관
- 1930년 에라수리스 저택
- 1931년 소비에트 궁전 (계획안)
- 1933년 첸트로소유즈 (소련 모스크바)
- 1947년-1952년 위니테 다비타시옹 (프랑스 마르세유)
- 1949년-1952년 국제연합본부 (계획안)
- 1950년-1954년 롱샹 성당
- 1951년 사라바이 주택, 쇼단 주택 (인도 아메다바드)
- 1952년-1959년 인도 찬디가르 도시계획
- 1957년 국립서양미술관 (일본 도쿄)
- 1957년-1960년 라투레트 수도원
- 1961년 카펜터 시각예술센터
- 1967년 하이디 베버 박물관 (르코르뷔지에 센터, 스위스 취리히)
- 1969년 피르미니 성당 (사후 착공되어 공사가 중단되었다가, 2006년 완공)

## 주요 저서
- Après le cubisme (1918) 아메데 오장팡 공저
- 《건축을 향하여》(Vers une architecture, 1923) ISBN 89-7297-439-0
- 《도시계획》(Urbanisme, 1925) ISBN 89-7297-450-1
- La Peinture moderne (1925) 아메데 오장팡 공저
- 《오늘날의 장식예술》(L'Art décoratif d'aujourd'hui, 1925) ISBN 978-89-7297-527-4
- Premier clavier de couleurs (1931)
- Aircraft (1935)
- 《빛나는 도시》(La Ville radieuse, 1942)
- 《아테네 헌장》(Charte d'Athènes, 1942) ISBN 2-00-091000279-6
- 《르 코르뷔제 : 학생들과의 대화》(Entretien avec les étudiants des écoles d'architecture, 1943) ISBN 89-88552-08-3
- Le Modulor (1948)
- Le Poeme de l'Angle Droit (1955)
- Le Modulor 2 (1955)
- Deuxième clavier de couleurs (1959)
- 《동방 기행》(Le Voyage d'Orient, 1966) ISBN 89-89348-80-3

## 인용구
- "돌, 나무, 콘크리트의 재료를 이용하여 집들과 궁전들을 만든다. 이것은 건설이다. 천재성이 작동하고 있다. 그러나 당신이 나를 감동시키면 나에게 좋은 것을 해준 것이다. 나는 행복하고, '아름답다'고 말한다. 이것이 건축이다." (건축을 향하여, 1923)
- "건축은 빛 안에서 덩어리들이 함께 펼치는 훌륭하고 위대하며 올바른 연극이다."
- "공간과 빛과 질서. 이것들은 빵이나 잘 곳만큼이나 인간에게 필요한 것이다."
- "주택은 살기 위한 기계이다." (건축을 향하여, 1923)
- "오늘날 깨어져 버린 사회적 안정을 해결할 열쇠는 건물의 문제에 있다. 건축이냐 혁명이냐." (건축을 향하여, 1923)
- "현대의 삶에는 집과 도시의 새로운 평면이 필요하고, 이를 기다리고 있다." (건축을 향하여, 1923)
- "'양식들'은 거짓말이다." (건축을 향하여, 1923)
- "건축이냐 또는 혁명이냐. 혁명은 피할 수 있다." (건축을 향하여, 1923)